# گوتیان (قوم)
گوتی‌ها در هزاره سوم و دوم قبل از میلاد به یک گروه قومی معین در غرب ایران اطلاق می‌شد.
بعدها ممکن است این اصطلاح به اقوام گوناگونی که در شمال و شرق بابل زندگی می‌کردند اطلاق می‌شده و واحد ارضی معین و ملموسی را نمی‌رسانده‌است. قبایل گوتیان در محلی شرقی‌تر از لولوبیان زندگی می‌کردند. در هزاره اول قبل از میلاد، همه اورارتوییان و مردم ماننا و ماد را گوتی می‌نامیدند. فقط گاهی در کتیبه‌های سارگن دوم، مادهای ایرانی‌زبان از گوتیان مشخص و ممتاز گشته‌اند. گوتیان در قرن بیست و سوم پیش از میلاد و زمان سلطنت نارام سین پادشاه اکد، در صحنه تاریخ پدید می‌آیند. طبق روایات بعدی اکدی، نارام سین ظاهراً در اواخر سلطنت خویش ناگزیر با گوتیان جنگید و در ضمن پیکار با ایشان از پای درآمد.

## تاریخ
گوتی ها و لولوبی ها، همسایگان نزدیکی بودند که به سختی از هم قابل تشخیص بودند.
گوتی‌ها در متن‌هایی از نسخه‌های بابلی قدیم از کتیبه‌های منسوب به لوگال آن موندو (فرم حدوداً قرن ۲۵ قبل از میلاد) از ادب، در میان ملت‌هایی که خراج امپراتوری او را ارائه می‌کنند، ظاهر می‌شوند. این کتیبه ها آنها را بین سوبارتو در شمال و مرهاشه و ایلام در جنوب قرار داده است.
سارگون اکدی (حدود ۲۳۴۰ - ۲۲۸۴ قبل از میلاد) نیز آنها را در میان سرزمین های خود ذکر می کند و آنها را بین لولوبی ، آرمانوم و اکد در شمال فهرست می کند. بر اساس یک داستان، نارام سین از ارتش اکد متشکل از ۳۶۰۰۰۰ سرباز، علیرغم کشته شدن ۹۰۰۰۰ نفر توسط گوتیان، گولاآن، پادشاه گوتی را شکست داد.
گوتیان، در اواخر حکومت پوزور سوشینک، (حدود ۲۱۰۰ پیش از میلاد) برای مدت کوتاهی، بر ایلام چیره شدند.
فرمانروای سومری اوتو هنگال، شاهزاده شهر سومری اوروک، با شکست دادن حاکم گوتیان تیریگان، و حذف گوتی ها از کشور در حدود سال ۲۰۵۰ پیش از میلاد، به حکومت گوتیان بر میان‌رودان پایان داد.

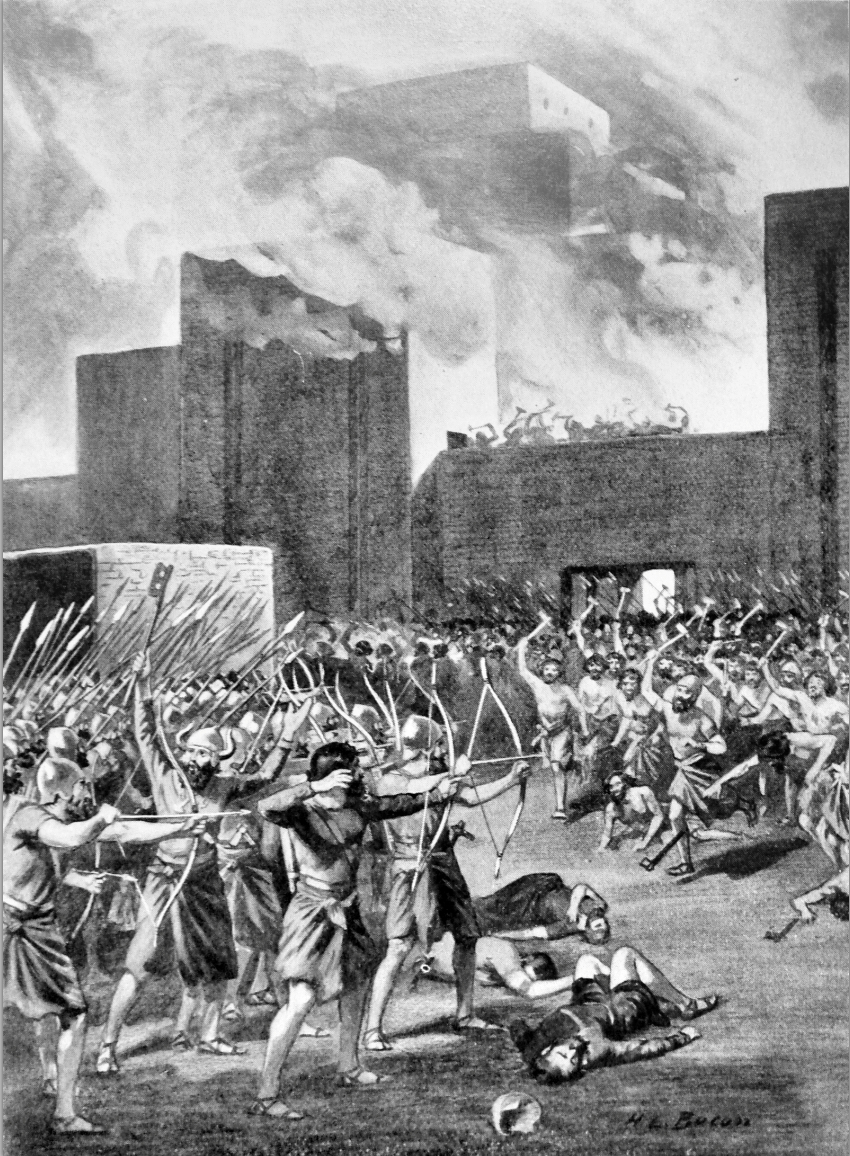
گوتی‌ها در حال تصرف یک شهر بابلی، تصویر قرن ۱۹

یک متن بابلی مربوط به اوایل هزاره دوم به گوتی‌ها به‌عنوان «چهره انسانی، حیله‌گری سگ، [و] هیکل میمونی» اشاره می‌کند. محققان کتاب مقدس معتقدند که گوتی ها ممکن است همان «کوآ» (qôa)، باشند که در حزقیال ۲۳:۲۳ (که احتمالاً در قرن ششم قبل از میلاد نوشته شده است)، به عنوان دشمنان اورشلیم نامیده شده اند.

## زبان گوتی
هیچ اطلاعات دقیقی در مورد زبان و فرهنگ گوتیان وجود ندارد به جز تعداد معدودی از اسم‌ها که توسط دشمنان آنها یعنی اکدیان نگاشته شده و موجود است از این رو زبان آنها توسط زبانشناسان دسته‌بندی نشده‌است. با این حال برخی از محققان فرضیات ضعیفی در مورد اینکه ممکن است زبان آنها ریشه هندواروپایی داشته باشد مطرح کرده‌اند.

## نام پادشاهان گوتی در فهرست پادشاهان سومری
نام نخستین پادشاه در این فهرست اینگیشوش است، بخش نخست این نام مشابه با نام خدای اصلی مردمان گوتیک یعنی اینگوی است که بر روی یک حلقه طلایی یافت شده در کشور رومانی (Ring of Pietroassa) به صورت «تقدیم به اینگوی گوت‌ها، مقدس» به زبان گوتیک ثبت شده‌است.